# 観自在王院跡
観自在王院跡（かんじざいおういんあと）とは、岩手県の平泉に藤原基衡の妻が建設した寺院跡。
境内跡は「毛越寺境内 附 鎮守社跡」（もうつうじけいだい つけたり ちんじゅしゃあと）の一部として国の特別史跡、庭園は「旧観自在王院庭園」（きゅうかんじざいおういんていえん）として国の名勝に指定されている。2011年（平成23年）6月26日、「平泉―仏国土（浄土）を表す建築・庭園及び考古学的遺跡群―」の構成資産の一つとして世界遺産に登録された。

## 概要
毛越寺に隣接している。1189年（文治5年）以後は荒廃し、水田となっていた。
約160×260mの南北に延びる寺域の北部に2つの阿弥陀堂があり、中央部に園池があった。その寺域にある平安時代末期の庭園は1973年（昭和48年）から1976年（昭和51年）にかけて発掘・復元されている。数少ない平安時代の庭園遺構として評価されている。

## 文化財

### 特別史跡
- 毛越寺境内 附 鎮守社跡 - 1922年（大正11年）10月12日、史跡に指定。1952年（昭和27年）11月22日、特別史跡に変更。2005年（平成17年）7月14日、追加指定および名称変更[2]。

### 名勝
- 旧観自在王院庭園 - 2005年（平成17年）3月2日指定[3]

### 世界遺産
- 「平泉―仏国土（浄土）を表す建築・庭園及び考古学的遺跡群―」の構成資産の一つ。2011年（平成23年）6月26日登録[4]。

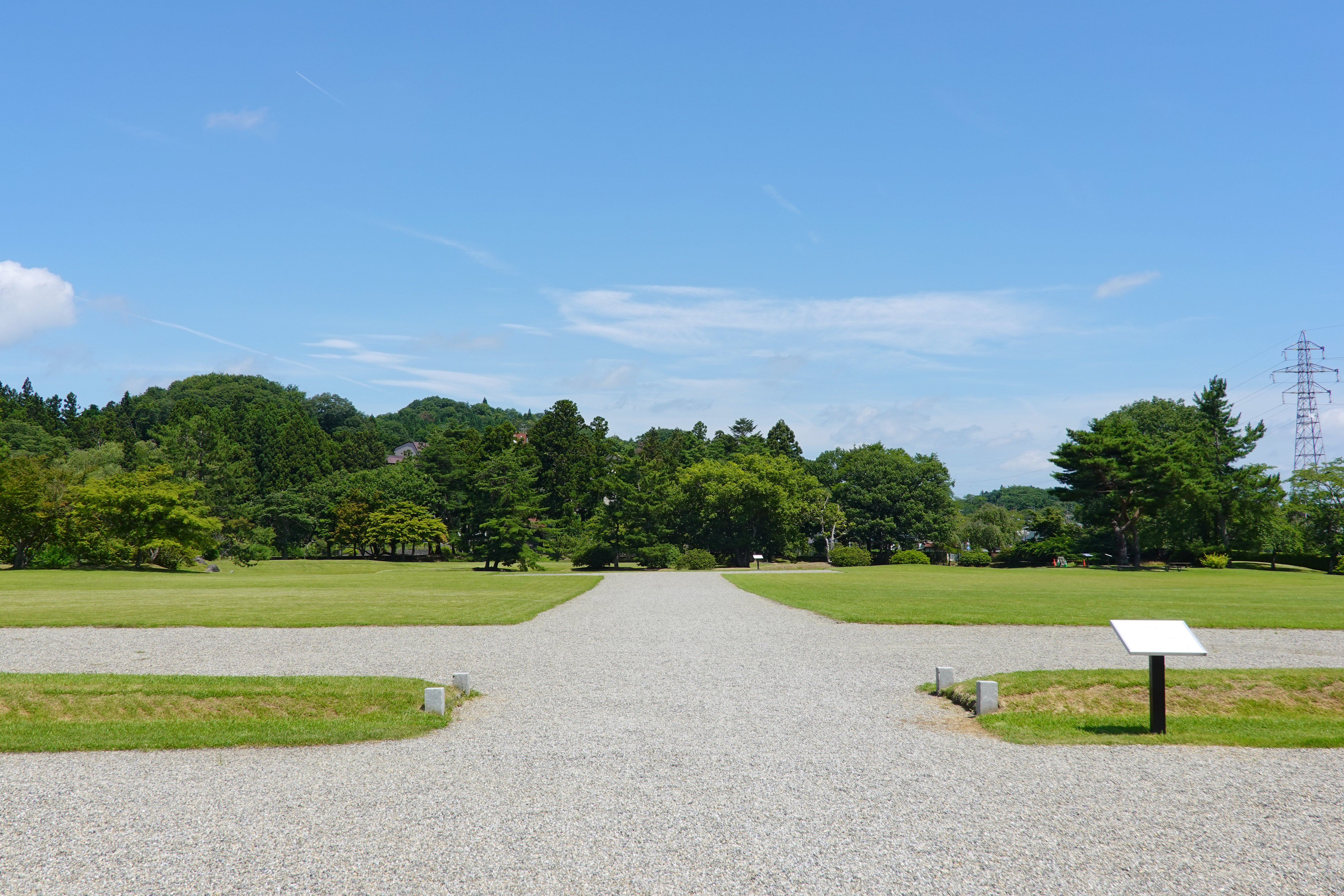
入口
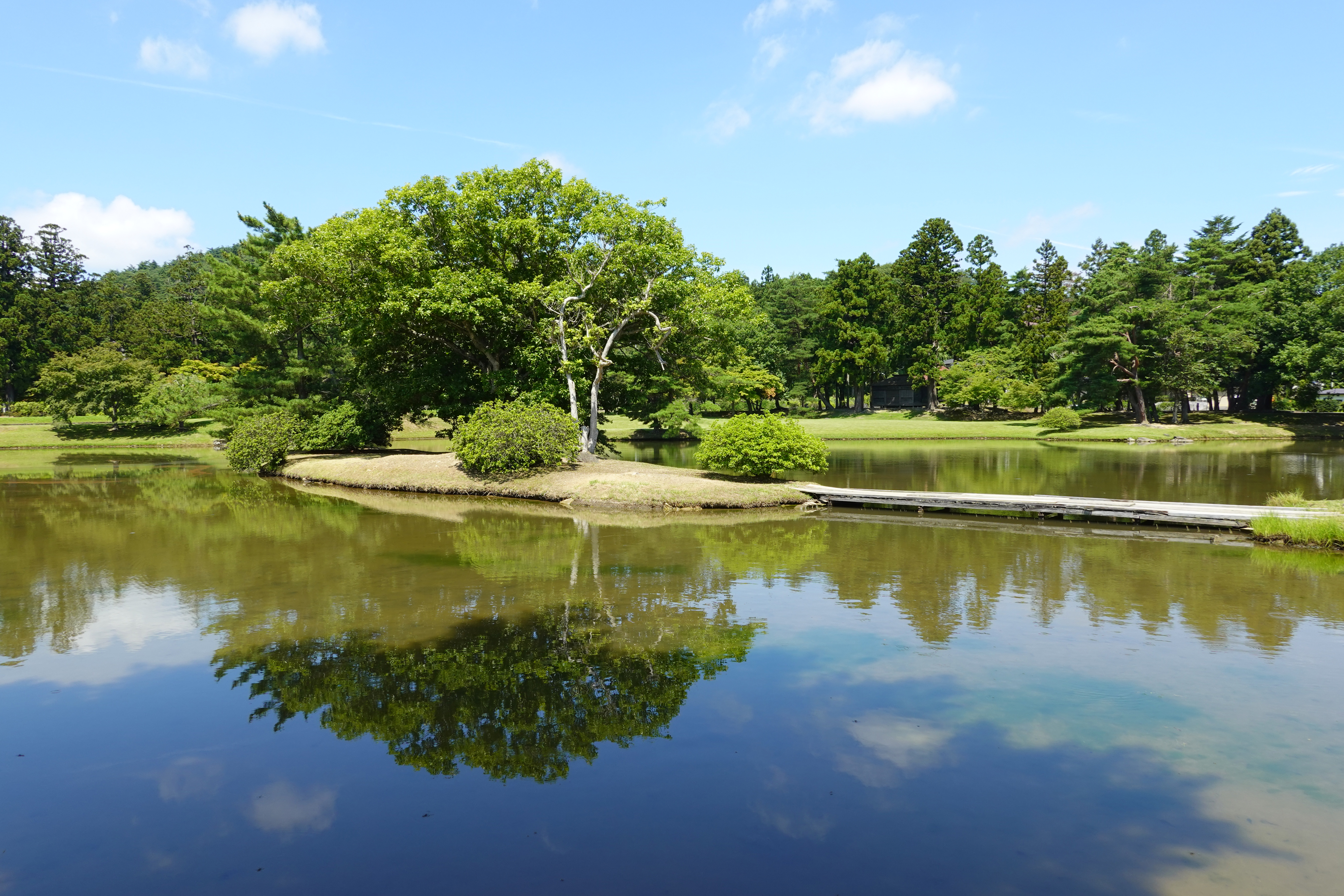
中島
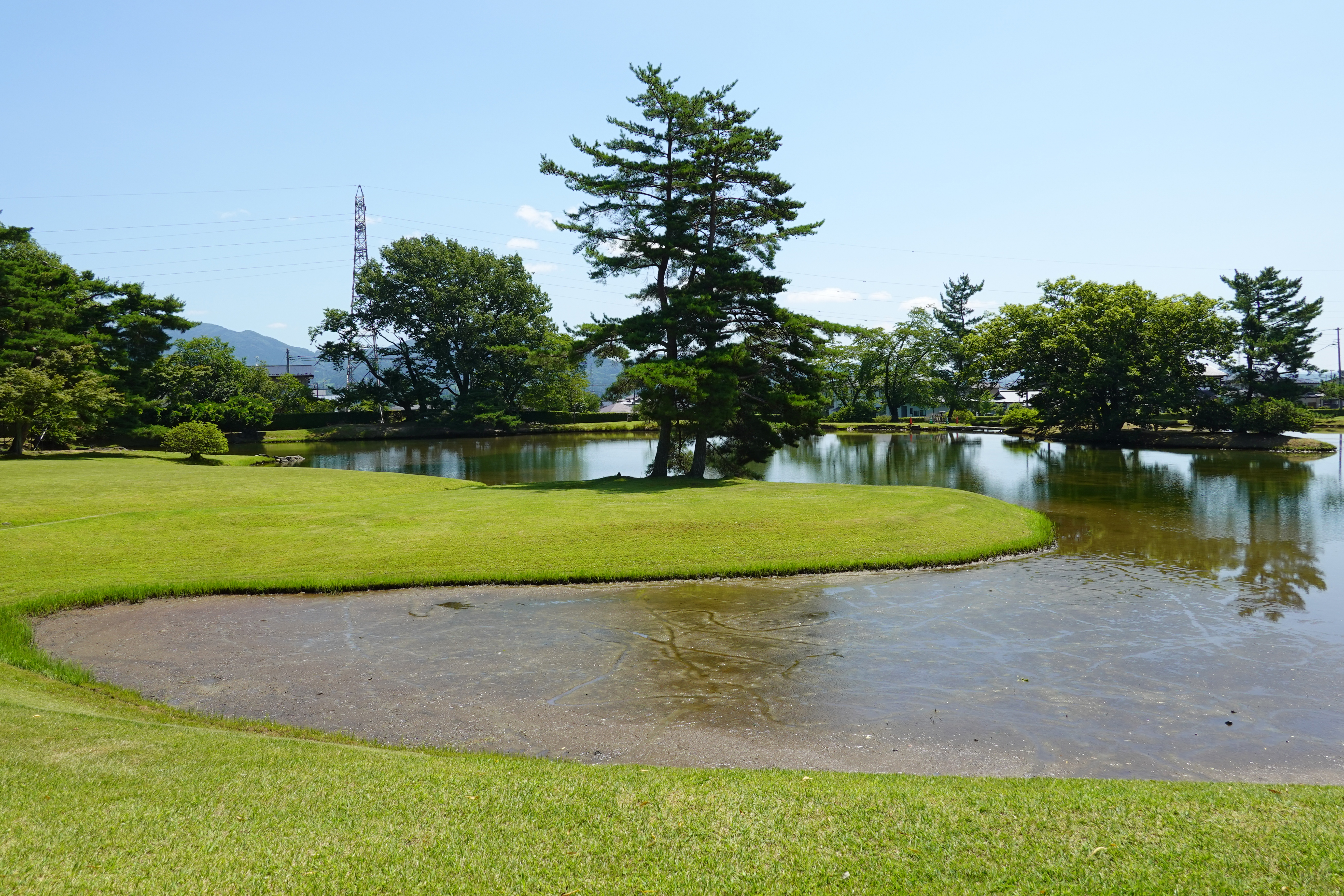
州浜
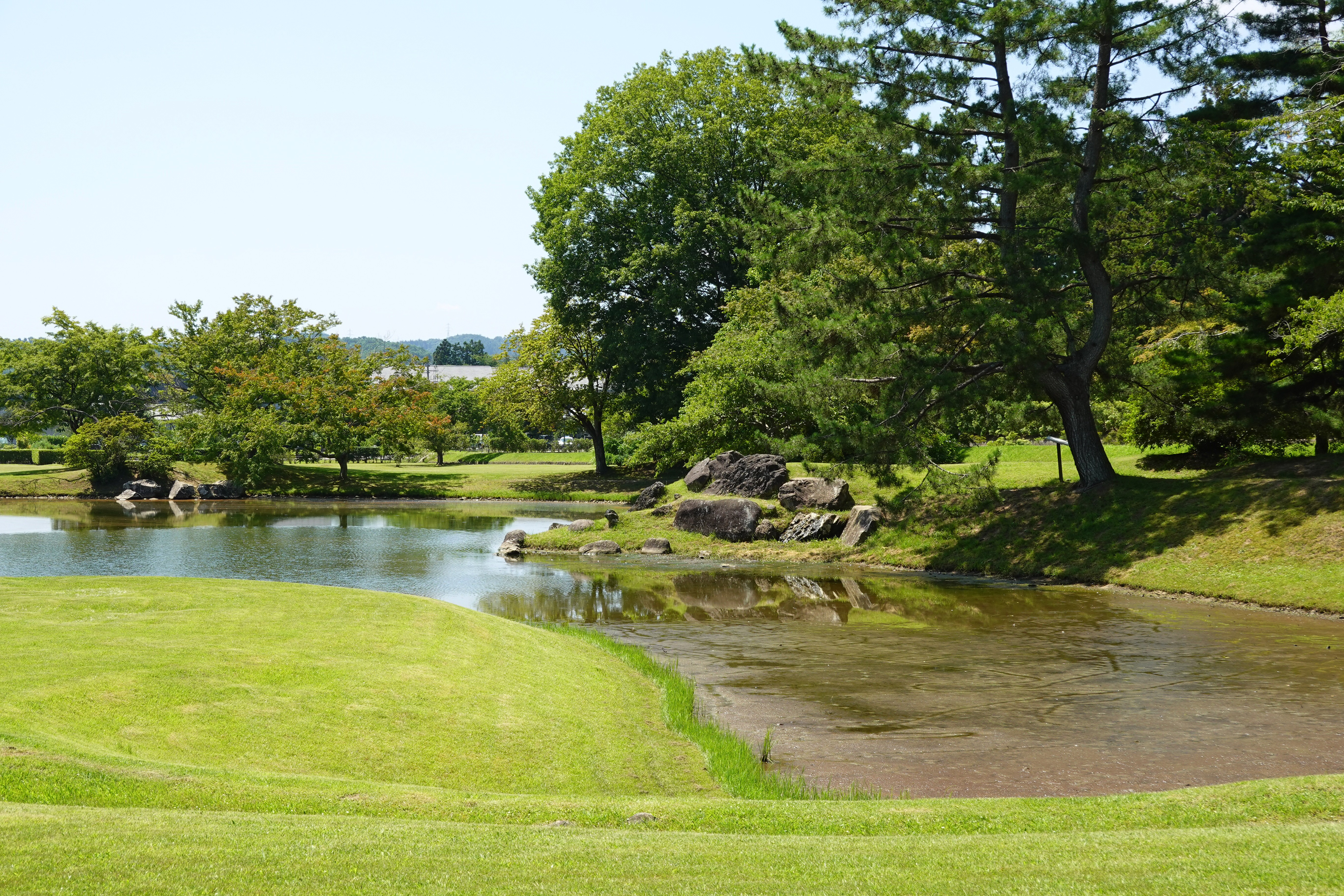
石組、舞鶴が池
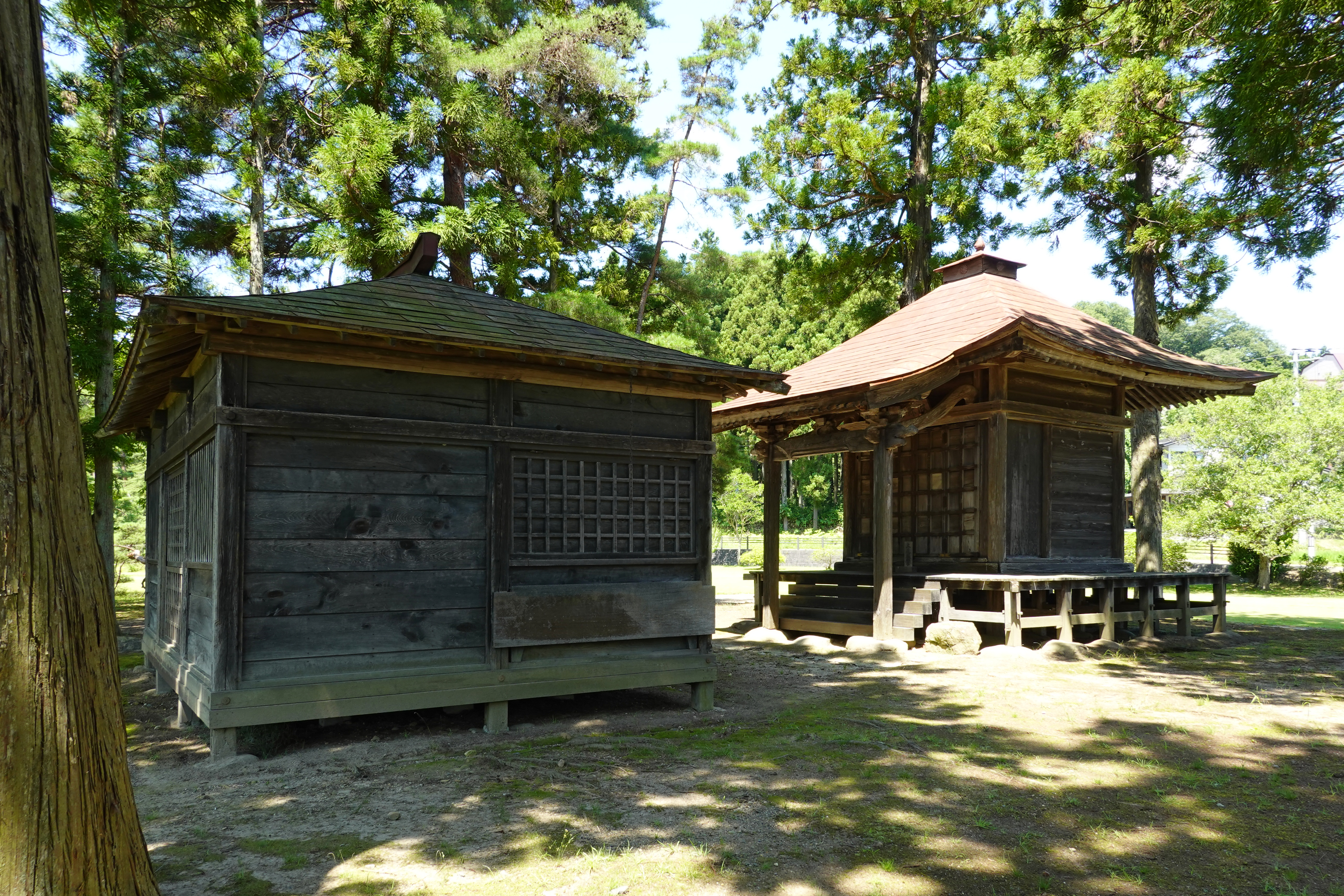
大阿弥陀堂跡の拝殿と祠